# Les Plateaux sauvages
Les Plateaux sauvages est une salle de spectacles située à Ménilmontant, dans le 20e arrondissement de Paris. Ils se décrivent comme une « Fabrique artistique et culturelle ».
Dirigé par la metteure en scène Laëtitia Guédon, cet établissement culturel de la ville de Paris est une pépinière de talents émergents et un lieu de fabrique artistique convivial,. Avec des outils mis à la disposition des artistes (deux salles de spectacles, studios et salles de répétition), les Plateaux sauvages œuvrent à la création artistique professionnelle, à la pratique artistique amateur et à la transmission artistique,,.    

## Tarification responsable
Les Plateaux sauvages proposent pour la première fois à Paris une billetterie à tarification responsable. Depuis 2017, ce dispositif permet au spectateur de choisir le tarif de son choix lors de l'achat d'une place de spectacle à hauteur de ses moyens sans justificatif. Un « billet suspendu » peut aussi y être acheté pour les personnes à faibles revenus.   

## «Mur à programmation»
Depuis mars 2019, les Plateaux sauvages collaborent avec Art Azoï à la programmation du mur de la terrasse en invitant tous les trois mois des street-artistes à y produire une œuvre monumentale éphémère. L’association et sa directrice artistique, Elise Hezszkowicz, promeuvent et diffusent la création artistique dans l’espace public.

## Végétalisation
Lauréats en 2018 du budget participatif de la ville de Paris pour le projet de végétalisation voté par les Parisiens, les Plateaux sauvages repensent leurs espaces verts. 

## Créations et sorties de résidence

### Saison 2019-2020: Hors-norme(s)
- 2020 : Scorpion du Collectif Louves/, mise en scène Laure Marion
- 2020 : Infini blanc du Collectif Louves/, mise en scène Lisa Mondon
- 2020 : D'un lit l'autre, texte et mise en scène de Tünde Deak
- 2020 : La diversité est-elle une variable d'ajustement pour un nouveau langage théâtral non genré, multiple et unitaire ?, texte et mise en scène Amine Adjina, Gustave Akakpo et Métie Navajo
- 2020 : Normalito, texte et mise en scène Pauline Sales
- 2020 : Des putains meurtrières de Roberto Bolaño, mise en scène Julie Recoing et Thierry Jolivet
- 2020 : Chorea Lasciva, texte et mise en scène Charles Chauvet
- 2019 : Diane Self Portrait de Fabrice Melquiot, mise en scène Paul Desveaux
- 2019 : Bandes d'après Lipstick traces : une histoire secrète du XXe siècle de Greil Marcus, mise en scène Camille Dagen, Animal Architecte
- 2019 : Salade, tomate, oignons, texte et mise en scène Jean-Christophe Folly
- 2019 : Sous ma robe, mon cœur[12], concert chamanique et sensoriel d'Estelle Meyer
- 2019 : Les animaux sont partout, texte et mise en scène Benjamin Abitan
- 2019 : L'Assemblée des rêves de Lancelot Hamelin, mise en scène Duncan Evennou
- 2019 : Une vie d'acteur de Tanguy Viel, mise en scène Émilie Capliez, avec Pierre Maillet

### Lauréates du Tremplin Propulsion 2019
- 2019 : Histoire deux solo(s), pièce chorégraphique de Louise Soulié
- 2019 : L'Être-là, texte et mise en scène Léa Grappe

### Saison 2018-2019: Héritage
- 2019 : Europe - une assemblée nationale de Robert Schuster et Julie Paucker, mise en scène Robert Schuster
- 2019 : Daddy Papillon, la folie de l'exil, texte et mise en scène Naéma Boudoumi
- 2019 : Epoc, pièce radiophonique de Frédéric Jessua
- 2019 : La fierté, d'où vient cet enfant qui parle ?, texte et mise en scène David Costé et Maëlle Faucheur
- 2019 : Orphée aphone précédé de L'Invocation à la muse ?, texte et mise en scène Vanasay Khamphommala
- 2019 : Ribadier du Collectif Les bâtards dorés
- 2019 : Penrose, texte et mise en scène Florian Choquart
- 2019 : Face à face d'après Ingmar Bergman, mise en scène Léonard Matton
- 2018 : Le Pont du Nord, texte et mise en scène Marie Fortuit
- 2018 : Les mystiques ou comment j'ai perdu mon ordinateur entre Niort et Poitiers, texte et mise en scène Hédi Tillette de Clermont-Tonnerre
- 2018 : Ton corps - ma terre, texte et mise en scène Tatiana Spivakova
- 2018 : L'Avenir, texte et mise en scène Clément Bondu
- 2018 : Max Gericke ou pareille au même de Manfred Karge, mise en scène Olivier Balazuc

### Lauréate du Tremplin Propulsion 2018
- 2018 : Tahnee, l'autre, texte et mise en scène Tahnee Regent

### Saison 2017-2018
- 2018 : One night with Holly Woodlawn de Pierre Maillet, Régis Delicata et Charles-Antoine Bosson
- 2018 : Au plus noir de la nuit d'après Looking on Darkness d'André Brink, mise en scène Nelson Rafaell Madel
- 2018 : Too much time, women in prison de Jane Evelyn Atwood, mise en scène Fatima Soualhia
- 2018 : Un dimanche au cachot de Patrick Chamoiseau, mise en scène Serge Tranvouez
- 2018 : Mamma, texte et mise en scène Christelle Saez
- 2018 : Data Mossoul, texte et mise en scène Joséphine Serre
- 2018 : Le procès de Philip K., texte et mise en scène Julien Villa
- 2018 : L'avenir, texte et mise en scène Clément Bondu
- 2018 : Family machine d'après The making of Americans de Gertrude Stein, mise en scène Roser Montllò Guberna et Brigitte Seth
- 2017 : À la mémoire de Gaëtan Peau et Dimitri Klockenbring, mise en scène Dimitri Klockenbring
- 2017 : Max Genicke ou Pareille au même de Manfred Karge, mise en scène Olivier Balazuc
- 2017 : Projet Newman, texte et mise en scène Amine Adjina et Émilie Prévosteau

### Saison 2016-2017
- 2017 : Terre Sainte de Mohamed Kacimi, mise en scène Chris Thiery et Hajri Gachouch
- 2017 : (NOUS), Ktha Compagnie
- 2017 : Dans les ruines d'Athènes et Memories of Sarajevo, texte et mise en scène et de Jade Herbulot et Julie Bertin - Le Birgit Ensemble
- 2017 : Jusque dans vos bras, mise en scène Jean-Christophe Meurisse - Les Chiens de Navarre
- 2016 : Babacar ou l'antilope, texte et mise en scène Sidney Ali Mehelleb
- 2016 : Neige d'Orhan Pamuk, mise en scène Blandine Savetier
- 2016 : SAMO - A tribute to Basquiat de Koffi Kwahulé, mise en scène Laëtitia Guédon
- 2016 : Levers de rideau révolutionnaires de Leslie Kaplan, mise en scène Frédérique Loliée et Élise Vigier